# Gianni Morbidelli
Gianni Morbidelli, italijanski dirkač Formule 1, * 13. januar 1968, Pesaro, Italija.
Gianni Morbidelli je upokojeni italijanski dirkač Formule 1, kjer je debitiral v sezoni 1990, toda v štirih nastopih ni uspel osvojiti točke. Prvič jih je osvojil v naslednji sezoni 1991, ko je dobil na eni dirki za Veliko nagrado Avstralije priložnost v Ferrariju in jo je izkoristil s šestim mestom. Po sezoni 1992 brez točk in letu premora, je v sezoni 1994 dosegel šesto in peto mesto, v sezoni 1995 pa na zadnji dirki sezone za Veliko nagrado Avstralije tretje mesto, svojo najboljšo uvrstitev kariere. V sezoni 1997 je natopil na sedmih dirkah, toda točk ni več osvojil, po koncu sezone pa se je upokojil.

## Popolni rezultati Formule 1
(legenda) (odebeljene dirke pomenijo najboljši štartni položaj, poševne pa najhitrejši krog, †-uvrščen kljub odstopu)
| Leto | Moštvo                   | Šasija        | Motor           | 1       | 2       | 3       | 4       | 5       | 6       | 7       | 8      | 9       | 10      | 11      | 12      | 13      | 14     | 15      | 16      | 17    | Prv | Toč |
| ---- | ------------------------ | ------------- | --------------- | ------- | ------- | ------- | ------- | ------- | ------- | ------- | ------ | ------- | ------- | ------- | ------- | ------- | ------ | ------- | ------- | ----- | --- | --- |
| 1990 | Scuderia Italia          | Dallara F190  | Cosworth V8     | ZDA DNQ | BRA 14  | SMR     | MON     | KAN     | MEH     | FRA     | VB     | NEM     | MAD     | BEL     | ITA     | POR     | ŠPA    |         |         |       | -   | 0   |
| 1990 | SCM Minardi              | Minardi M190  | Cosworth V8     |         |         |         |         |         |         |         |        |         |         |         |         |         |        | JAP Ret | AVS Ret |       | -   | 0   |
| 1991 | SCM Minardi              | Minardi M191  | Ferrari V12     | ZDA Ret | BRA 8   | SMR Ret | MON Ret | KAN Ret | MEH 7   | FRA Ret | VB 11  | NEM Ret | MAD 13  | BEL Ret | ITA 9   | POR 9   | ŠPA 14 | JAP Ret |         |       | 24. | 0.5 |
| 1991 | Scuderia Ferrari         | Ferrari 643   | Ferrari V12     |         |         |         |         |         |         |         |        |         |         |         |         |         |        |         | AVS 6   |       | 24. | 0.5 |
| 1992 | Minardi Team             | Minardi M191B | Lamborghini V12 | JAR Ret | MEH Ret | BRA 7   | ŠPA Ret |         |         |         |        |         |         |         |         |         |        |         |         |       | 22. | 0   |
| 1992 | Minardi Team             | Minardi M192  | Lamborghini V12 |         |         |         |         | SMR Ret | MON Ret | KAN 11  | FRA 8  | VB 17   | NEM 12  | MAD DNQ | BEL 16  | ITA Ret | POR 14 | JAP 14  | AVS 10  |       | 22. | 0   |
| 1994 | Footwork                 | Footwork FA15 | Ford V8         | BRA Ret | PAC Ret | SMR Ret | MON Ret | ŠPA Ret | KAN Ret | FRA Ret | VB Ret | NEM 5   | MAD Ret | BEL 6   | ITA Ret | POR 9   | EU 11  | JAP Ret | AVS Ret |       | 22. | 3   |
| 1995 | Footwork                 | Footwork FA16 | Hart V8         | BRA Ret | ARG Ret | SMR 13  | ŠPA 11  | MON 9   | KAN 6   | FRA 14  | VB     | NEM     | MAD     | BEL     | ITA     | POR     | EU     | PAC Ret | JAP Ret | AVS 3 | 14. | 5   |
| 1997 | Red Bull Sauber Petronas | Sauber C16    | Petronas V10    | AVS     | BRA     | ARG     | SMR     | MON     | ŠPA 14  | KAN 10  | FRA    | VB      | NEM     | MAD Ret | BEL 9   | ITA 12  | AVT 9  | LUK 9   | JAP DNS | EU    | 22. | 0   |